# Schwabenheim an der Selz
Schwabenheim an der Selz, anciennement appelée Sauer-Schwabenheim, est une municipalité située dans un cadre agréable entre les vignes et la Selz (rivière) ; arrondissement de Mayence-Bingen.

## Communes limitrophes
- Ingelheim am Rhein avec Großwinternheim et Wackernheim
- Stadecken-Elsheim, Commune fusionnée deNieder-Olm
- Bubenheim, Commune fusionnée de Gau-Algesheim

## Liaison routière
À 22 kilomètres à l'ouest de Mayence, relié au réseau autoroutier par la B9 et L428. Des pistes cyclables relient Schwabenheim à Ingelheim am Rhein, Mayence et Nieder-Olm.

## Histoire
Après le Traité de Campo Formio en 1797 la commune fait partie du canton de Ober-Ingelheim dans l'arrondissement de Mayence dans le département de Mont-Tonnerre après Schaab. Une machine pour la grande râpe de la sucrerie à Sauer-Schwabenheim est decrite pendant l'Exposition universelle de 1851.

## Fêtes
- dernier week-end d'août "Backesgassefest" - dans le Backhausstrasse,
- troisième week-end de septembre "Marché du Schwabenheim" - sur la Place du Marché.
- premier week-end de décembre "Marché de Noël" - sur la Place du Marché.

## Personnalités liées à la commune
- Johann Wilhelm Anspach (c.1640-c. 1726), bourgmestre de Schwabenheim an der Selz, ancêtre de la famille Anspach.

## Bâtiments, places et autres monuments
- Église Selztaldom
- anciens bâtiments de domaine de l'économie agricole de la noblesse mayençaise.

## Économie

### Le vin de Schwabenheim
Le paysage, le coteau, la terre et l'eau combinés font fructifier la vigne qui pousse ici. La réverbération du fleuve qui passe à proximité réchauffe le sol de lœss fertile, de marne et de schiste rouge à des températures comparables à celles des pays du sud. La viticulture est ainsi partie intégrante de Schwabenheim.
Les vins dorés des crus Klostergarten, Schlossberg et Sonnenberg et aussi le Großlage Kaiserpfalz sont connus au-delà des frontières de la région et ont trouvé des amateurs dans le monde entier.
Il n'est donc pas étonnant que des tavernes et des "Straußwirtschaft" (auberges ouvertes en saison chez le vigneron) accueillent le visiteur, qu'une grande fête du vin ait lieu traditionnellement le dernier week-end d'août mais aussi qu'une relation d'amitié intense soit entretenue avec la célèbre localité viticole de Chambolle en Bourgogne.

### Autres entreprises
- La société néerlandaise de santé animale Intervet International (groupe AkzoNobel), leader mondiaux de la spécialité vétérinaire antibiotique et antiparasitique.

## Jumelages
La commune est jumelée avec  Chambolle-Musigny (France) dans la région de Bourgogne-Franche-Comté.